# ザ・シーク
ザ・シーク（The Sheik、本名：Edward George Farhat、1926年6月9日 - 2003年1月18日）は、アメリカ合衆国のプロレスラー。ミシガン州ランシング出身のレバノン系アメリカ人（ギミック上はヨルダンのアンマン出身）。
アラブ人ギミックの狂乱系ヒールとして一時代を築き、日本では「アラビアの怪人」の異名を持つ。NWAデトロイト地区のプロモーターとしても活躍し、「デトロイトの帝王」とも呼ばれた。
「シーク（首長）」の名を冠したプロレスラーは数多く存在するため、本国アメリカでは尊敬の意味も込め、ジ・オリジナル・シーク（The Original Sheik）とも呼ばれる。晩年はハードコア・レスリングのオリジネーターの1人として再評価されていた。
甥のサブゥーことテリー・ブルンクもプロレスラー。息子のエドワード・ファーハット・ジュニアも、キャプテン・エド・ジョージのリングネームで1970年代後半にプロレスラーとして活動していた。

## 来歴
両親はレバノンからの移民であり、10人兄弟の1人としてミシガン州ランシングにて生まれる。学生時代はアメリカンフットボールの選手だった。17歳のときに年齢を偽って陸軍に入隊し、第二次世界大戦に出征。その後、プロモーターのバート・ルビーにスカウトされ、1950年にプロレスラーとしてデビュー。デビュー前は、モンタナ州ビュートの銅山で採鉱夫をしていたともされる。

### 北米での活躍
キャリア初期は、ザ・シーク・オブ・アラビア（The Sheik of Araby）のリングネームで中西部や北東部、テキサスなどを転戦。1955年11月18日にはシカゴにてルー・テーズのNWA世界ヘビー級王座に挑戦、1950年代後半にはディック・ザ・ブルーザー、ウイルバー・スナイダー、エドワード・カーペンティア、ドン・レオ・ジョナサン、バーン・ガニアらと対戦。WWWFの前身団体であるキャピトル・レスリング・コーポレーションではブル・カリーとタッグを組み、ジェリー・グラハム&エディ・グラハムやマーク・ルーイン&ドン・カーティスと抗争、ヘイスタック・カルホーンやスカル・マーフィーとも対戦した。
その後、ザ・シーク（The Sheik）とリングネームを簡略化し、「蛇」「侍女」「火炎攻撃」などのギミックを用い独自のスタイルを確立。1962年5月にはセントルイスでパット・オコーナーを破り、セントラル・ステーツ版のNWA USヘビー級王座を獲得している。1963年10月10日にはアマリロにて、ドリー・ファンク・シニアからテキサス西部版のNWA北米ヘビー級王座を奪取。以降、翌年4月にファンク・シニアに奪還されるまで、フリッツ・フォン・エリック、リッキー・ロメロ、ワフー・マクダニエル、ダン・ミラー、キラー・カール・コックスらを相手に防衛戦を行った。

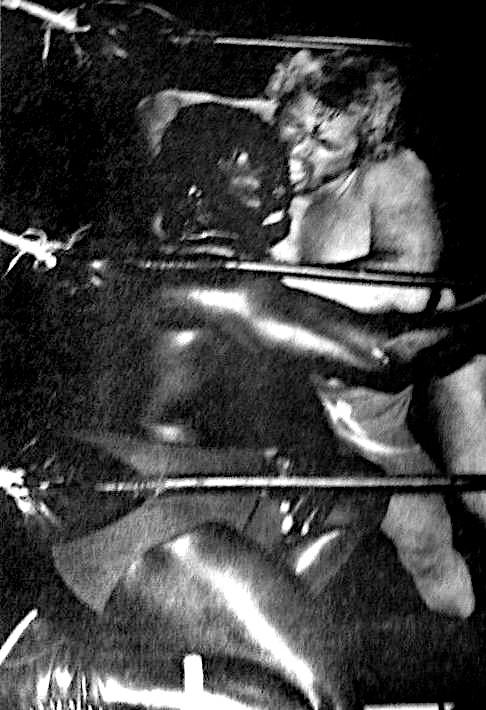
ボボ・ブラジルとの流血の抗争劇は十数年間に渡って繰り広げられた。

1964年にデトロイト地区のプロレス興行権を買い取り、NWAビッグタイム・レスリング（NWA Big Time Wrestling）を設立。NWAの会員資格を取得し、プロモーターとしても有力な存在となった。1965年2月6日、ジョニー・バレンタインからデトロイト版のNWA USヘビー級王座を奪取。以降、1980年5月まで15年強に渡り、バレンタイン、ボボ・ブラジル、パンピロ・フィルポ、トニー・マリノ、ジノ・ヘルナンデス、テリー・ファンク、マイティ・イゴールらを破り同王座を通算16回獲得。ビル・ミラー、ルーイン、ザ・ストンパー、アーニー・ラッド、テキサス・マッケンジー、チーフ・ジェイ・ストロンボー、オックス・ベーカーとも王座を巡り抗争を展開した。
他地区にも精力的に遠征しており、カナダのモントリオール地区では1967年にジノ・ブリット、1974年にミシェル・デュボアを下し、フラッグシップ・タイトルのインターナショナル・ヘビー級王座を通算3回獲得。太平洋岸のロサンゼルス地区では1969年にフレッド・ブラッシーやミル・マスカラスとNWAアメリカス・ヘビー級王座を争っている。トロントでは1971年にタイガー・ジェット・シンと抗争、日本初遠征後の1972年10月には、ハワイにてフレッド・カリーからNWAハワイ・ヘビー級王座を奪取した。
1974年2月17日にはトロントのメープル・リーフ・ガーデンにて、アンドレ・ザ・ジャイアントとテキサス・デスマッチで対戦。ジム・バーネット主宰のジョージア・チャンピオンシップ・レスリングでは1978年6月22日、アブドーラ・ザ・ブッチャーと組んでスタン・ハンセン&ミスター・レスリング2号と対戦している。1974年から1978年にかけては、インディアナポリスのWWAにてブルーザーとも抗争を繰り広げた。
ニューヨークのWWWFでは1960年代にブルーノ・サンマルチノやアントニオ・ロッカと抗争。1968年のMSG定期戦では、10月21日・11月18日・12月9日の3カ月連続でサンマルチノのWWWF世界ヘビー級王座に挑戦した。1970年代からは旧友グラン・ウィザードをマネージャーにスポット参戦し、1972年11月18日にはボストン・ガーデンにて新王者ペドロ・モラレスに挑戦。1973年12月14日には、同月10日にスタン・スタージャックを下してWWWF王者に返り咲いたサンマルチノの初防衛戦の相手を務めた。本拠地のデトロイトにおいても、1979年8月25日にボブ・バックランドのWWFヘビー級王座に挑戦している。同年はテネシー地区において、初代ジ・アサシンズのトム・レネストと組んでファビュラス・フリーバーズ（マイケル・ヘイズ&テリー・ゴディ）とも対戦した。
プロモーターとしてもWWWF / WWFやカナダのトロント地区（メープル・リーフ・レスリング）などと提携し繁栄マーケットを築いていたが、日本車輸出量の増大によるデトロイトの景気急落などの諸事情で観客動員が落ち込み、1980年10月にビッグタイム・レスリングは活動を停止。以降はフリーランサーの立場で各地を転戦するようになり、フロリダのCWFではダスティ・ローデスとデスマッチを展開。デトロイト時代の盟友アンジェロ・ポッフォ（ランディ・サベージの父親）がレキシントンで旗揚げしたインターナショナル・チャンピオンシップ・レスリングなどにも参戦していたが、1982年以降はセミリタイア状態となった。
その後、日本でFMWに参戦していた1990年代に入り、アメリカでも単発的に活動を再開。1994年2月5日にはECWに登場し、パット・タナカをパートナーにケビン・サリバン&タズマニアックとタッグマッチで対戦している。1995年10月29日にはWCWのペイ・パー・ビュー "Halloween Havoc" において、ミスター・JLと対戦したサブゥーのマネージャーとして登場。試合後にはJLに火炎攻撃を放った。
なお、セミリタイア後は後進の指導・育成を手掛け、甥のサブゥーをはじめ、ロブ・ヴァン・ダムやスコット・スタイナーらミシガン出身の選手をトレーニングしている。

### 日本での活躍

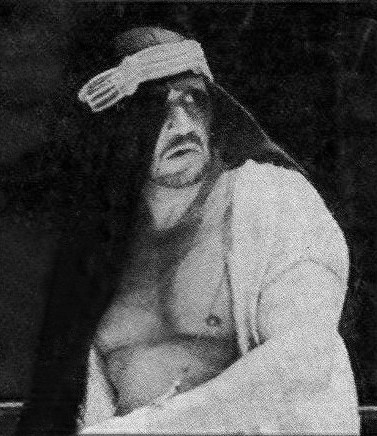
1972年

1971年8月6日、日本プロレスは同月23日開幕のシリーズ終盤戦にシークが特別参加した上で、9月4日に田園コロシアムにてジャイアント馬場のインターナショナル・ヘビー級王座、9月6日に札幌中島スポーツセンターにてアントニオ猪木のUNヘビー級王座にそれぞれ挑戦することを発表したが、急性腸炎を理由に来日中止となった（実際にはWWAがデトロイトにて、NWAに対する興行戦争を仕掛けたためとされる。代役としてフリッツ・フォン・エリックが来日して両王座に挑戦）。1年後の1972年9月、末期の日本プロレスへの初来日が実現。2試合のみの特別参加という世界王者級の大物扱いで、坂口征二とUNヘビー級王座を賭けての2連戦を行い、初戦となる9月6日、田園コロシアムにて坂口から王座を奪取している。翌7日のリターンマッチで坂口に奪回されるも、凄惨な流血戦を展開した。
1973年3月、全日本プロレスに初参戦。同じく2試合のみの特別参加で、4月24日に大阪府立体育館にて馬場が持つPWF世界ヘビー級王座の初防衛戦の相手を務め、翌25日にも日大講堂にて再挑戦した。1974年11月には新日本プロレスに参戦。11月13日に沖縄の奥武山体育館にて猪木とのランバージャック・デスマッチも行われたが、シリーズ途中に緊急帰国している（キラー・ブルックスらがビッグタイム・レスリングから選手を引き抜き、デトロイトで新団体を興したことによる）。シークが新日本プロレスに参戦したのは、この1シリーズのみである。1976年、猪木との異種格闘技戦が決定したモハメド・アリのアドバイザーになったと報じられたが、新日本に再来日することはなかった。
1977年12月、全日本プロレスの『世界オープンタッグ選手権』にアブドーラ・ザ・ブッチャーと「地上最凶悪コンビ」を組んで参加。ドリー・ファンク・ジュニア&テリー・ファンクのザ・ファンクスを相手に大流血戦を繰り広げた。シリーズ最終戦である12月15日の蔵前国技館でのファンクス戦は、昭和の全日本プロレスを代表する名勝負であり、タッグリーグ戦を日本のマット界に定着させた記念碑的な試合とされている。以降も全日本プロレスを日本での主戦場にファンクスとの抗争を続けるが、1979年の『世界最強タッグ決定リーグ戦』では、ブッチャーと仲間割れして顔面に火炎攻撃を見舞った。
1980年5月2日、後楽園ホールにて行われたブッチャーとの遺恨戦では、実況席の倉持隆夫アナウンサーを襲い流血させた。同年暮れの世界最強タッグでは「シークのコピー」といわれたグレート・メフィストを連れて参戦、ブッチャー&キラー・トーア・カマタとの最終戦では両者リングアウトに持ち込みブッチャー組の優勝を阻止している。1981年の世界最強タッグにはマーク・ルーインとのコンビで参加。ブッチャーと入れ替わりに新日本プロレスから移籍してきたタイガー・ジェット・シンと五大湖地区での抗争を再現し、上田馬之助、ハーリー・レイス、ブルーザー・ブロディとのシングルマッチも行われたが、昭和期ではこれが最後の来日となった。
1980年4月25日に行われた馬場とのシングルマッチは、馬場の通算3000試合目となり、馬場にとっては記念すべき試合の対戦相手となったが、そのことを馬場は後から知らされ「最初から分かっていれば、まともな相手を選んでいた」とコメント。9ヶ月後の1981年1月18日に、バーン・ガニアを相手に「ジャイアント馬場3000試合連続出場突破記念試合」を改めて開催している。
1991年11月、甥のサブゥーを伴ってのFMWへの参戦で10年ぶりの来日が実現。以降はFMWを主戦場として、大仁田厚と抗争を繰り広げた。1992年5月6日、兵庫県三田市大会における大仁田&ターザン後藤VSシーク&サブゥーのファイヤー・デスマッチでは、リング周囲の火炎の勢いが強すぎるというアクシデントが発生。リングは火炎に囲まれ酸欠状態となり、異変を察知したレフェリーや選手達は次々とリングを飛び降りたが、シークは最後までリング内に残り、ぎりぎりでリングから降りると場外でも大仁田に火炎攻撃を仕掛け、ノーコンテストの裁定が下ると自ら救急車に乗り込み病院へ直行した。
1998年12月11日、大仁田が旗揚げした新団体「USO倶楽部」の後楽園ホール興行にて、本人を招いての引退セレモニーが行われた。

### 死去
2003年1月18日、故郷のランシング近郊のミシガン州ウィリアムストンにて心不全により76歳で死去。彼の死は、当時来日したアブドーラ・ザ・ブッチャーによって、日本のファンに伝えられた。
2007年、プロレス界における功績を称えWWE殿堂に迎えられた。顕彰式は3月31日、かつての本拠地ミシガン州デトロイトのフォックス・シアターで行われ、サブゥーとロブ・ヴァン・ダムがインダクターを務めた。

## 獲得タイトル
NWAビッグタイム・レスリング

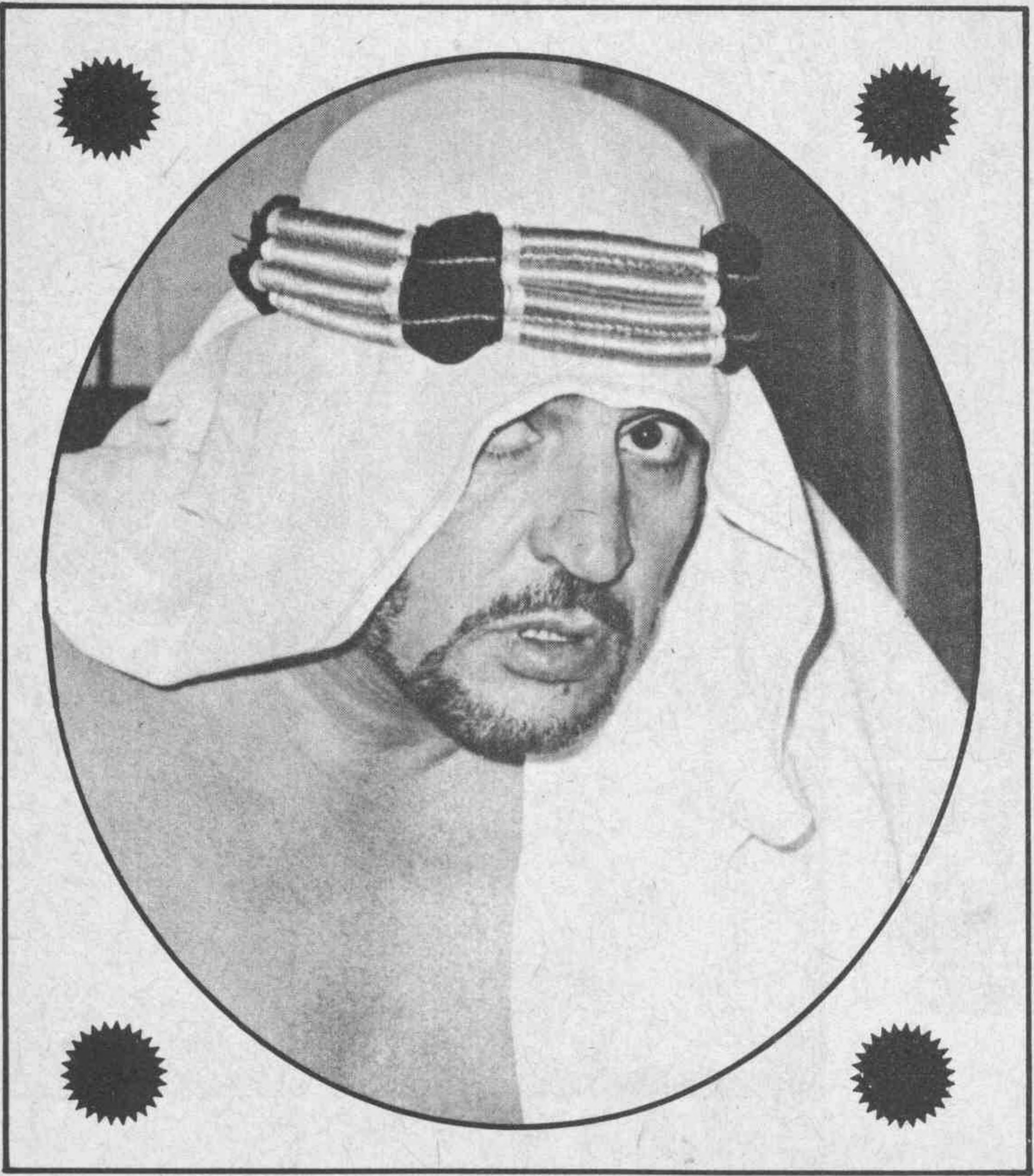
1973年

- NWA USヘビー級王座（デトロイト版）：16回

メープル・リーフ・レスリング
- NWA USヘビー級王座（トロント版）：4回

セントラル・ステーツ・レスリング
- NWA USヘビー級王座（セントラル・ステーツ版）：1回

NWAウエスタン・ステーツ・スポーツ
- NWA北米ヘビー級王座（アマリロ版）：1回

日本プロレス
- NWA UNヘビー級王座：1回

NWAハリウッド・レスリング
- NWAアメリカス・ヘビー級王座：2回

NWAミッドパシフィック・プロモーションズ
- NWAハワイ・ヘビー級王座：1回

NWAビッグタイム・レスリング（ダラス）
- NWAテキサス・ヘビー級王座：1回

インターナショナル・レスリング・アソシエーション
- IWAインターナショナル・ヘビー級王座（モントリオール版）：3回

インターナショナル・チャンピオンシップ・レスリング
- ICW USヘビー級王座：1回

ワールド・レスリング・エンターテインメント
- WWE殿堂：2007年

ナショナル・レスリング・アライアンス
- NWA殿堂：2010年

## 得意技
キャメルクラッチ
うつぶせに倒れた相手の背中に馬乗りになり、首を掴んで後方へ反り返るように引き絞る技。相手をラクダに見立てた中東系ヒールの定番技として、1980年代にはアイアン・シーク、1990年代にはサブゥー、2000年代にはモハメド・ハッサンなどが継承した。立てた膝で相手の両腕をホールドする場合もあるが、シークは相手の片腕だけをホールドし、顎部分を捻るようにして絞め上げることもあった。極める部位としては、現在のプロレス界でいうところのクロスフェイスに近い。
チョーククロー
正面から相手の喉元を鷲掴みにして締めあげる。厳密には反則技である。
火炎攻撃
口に含んだ燃料を隠し持ったライターで着火させつつ相手に吹きかけ、炎を浴びせる。
凶器攻撃
ボールペンや五寸釘、レバノンナイフなど様々なものを凶器として用いた。
アラビアン・バックブリーカー
うつぶせに倒した相手の足を背後から掴んでの変形波乗り固め。キャリア初期に使用していた。